# Trbuk
Trbuk (cyr. Трбук) – wieś w Bośni i Hercegowinie, w Republice Serbskiej, w mieście Doboj. W 2013 roku liczyła 145 mieszkańców.